# Kwasków
Kwasków [pronunciación en polaco: /ˈkfaskuf/] es un pueblo ubicado en el distrito administrativo de Gmina Błaszki, dentro del Distrito de Sieradz, Voivodato de Łódź, en Polonia central. Se encuentra aproximadamente a 5 kilómetros al este de Błaszki, a 19 kilómetros al oeste de Sieradz, y a 69 kilómetros al oeste de la capital regional Łódź.